# Пікулик жовтогорлий
Пікулик жовтогорлий (Macronyx croceus) — вид горобцеподібних птахів родини плискових (Motacillidae).

## Поширення
Вид поширений у тропічній Африці від Малі та Кенії та південь до ПАР. Мешкає на вологих луках і саванах на висоті від 0 до 2350 м над рівнем моря.

## Спосіб життя
Раціон складається з безхребетних, включаючи прямокрилих, метеликів, жуків, двокрилих, богомолів і мурашок. Період розмноження з вересня по березень. Гніздо зазвичай розташоване у високій траві. Будує його тільки самиця; це сферична споруда з тонкими стінками з листя і стебел трави, вистелена тонкою травою і корінням. У кладці 1-4 яйця, самиця висиджує їх сама протягом 13-14 днів. Дитинчат вигодовують обоє батьків, вони залишають гніздо через 16–17 днів.